# Ткаченко Василь Миколайович
Ткаченко Василь Миколайович (1 січня 1944, м. Брусилів, Житомирська область) — український історик, дослідник зарубіжної історіографії, історіософ, політолог. Академік Академії політичних наук України, академік Міжнародної кадрової академії, член-кореспондент АПН України, лауреат Міжнародної премії ім. Г. С. Сковороди (1997), лауреат премії НАН України ім. М. І. Костомарова (2006); державний службовець 2-го рангу (2004).

## Біографія
1968 закінчив історичний факультет Київського державного університету. 1968—1971 — аспірант, 1972—1973 — молодший науковий співробітник Інституту історії АН УРСР. Кандидатська дисертація «Антирадянська діяльність української буржуазно-націоналістичної еміграції в США (60-і рр. XX ст.)» (1973, науковий керівник — акад. АН УРСР А. Д. Скаба). 1973—1974 — науковий співробітник-консультант Президії АН України; 1974—1979 — старший викладач факультету міжнародних відносин і міжнародного права Київського державного університету. 1979—1990 — старший науковий співробітник відділу історіографії та історичних зв'язків України із зарубіжними країнами, відділу зарубіжної історіографії, 1990—1993 — завідувач відділу історіософії України Інституту історії України АН України. 
Докторська дисертація «Україна і Росія: проблема національного самовизначення (Історіософський аналіз поточного моменту)» (1993). 1993—1994 — старший консультант прогнозно-аналітичної служби Адміністрації Президента України; 1994 — проректор з наукової роботи та зовнішніх зв'язків Переяслав-Хмельницького державного педагогічного університету; 1994—1995 — заступник керівника центру комп'ютеризованих інформаційних систем Секретаріату Верховної Ради України; 1995—1996 — головний науковий консультант науково-експертного відділу Секретаріату Верховної Ради України; 1996 — головний консультант Служби з питань гуманітарної політики Адміністрації Президента України; одночасно — провідний науковий співробітник Інституту історії України НАН України. 
1996—1997 — завідувач відділу загальних проблем гуманітарного розвитку Служби з питань гуманітарної політики Адміністрації Президента України; 1997—1998 — завідувач відділу суспільно-політичного аналізу Адміністрації Президента України; 1998—2001 — радник Посольства України в Республіці Білорусь; 2001—2003 — перший секретар Посольства України в Республіці Молдова; 2003—2005 — перший заступник Міністра освіти і науки України; 2005 — завідувач відділу міжнародних зв'язків Академії педагогічних наук України; радник Президії Академії педагогічних наук України; з 2005 — директор Інституту вищої освіти АПН України. З 2014 — головний науковий співробітник ДУ «інститут всесвітньої історії НАН України». Автор (співавтор) близько 300 публікацій, зокрема понад 30 монографій.

## Основні праці
Індивідуальні монографії
1. Рашизм: ліцензія на геноцид. Есеї. Науково-популярне видання. Київ: Видавництво Політія, 2023. 348 с.
2. Україна - Росія: на рубежі геополітичного розлому. Наукова публіцистика. К., 2022., 440 с.
3. Наративи історичної пам'яті в політичному транзиті України та Росії. Монографія. К., 2021., 144 с.
4. Ідеї правлять світом. —  К., 2019. 80 с.
5. Правда сили і сила правди.  –  К., 2019. 107 с.
6. Україна — Росія: на сконі «пропащого часу». Видання друге, доповнене. Публіцистика. — К., 2019. 548 с.
7. Василь Ткаченко. Вибрані твори. –  К., 2018. 997 с.
8. Україна — Росія: на сконі «пропащого часу». — К,  2018.  480 с.
9. Україна в пошуку ідентичності (Нариси політичної освіти). — К., 2018. 560 с.
10. Україна: Quo Vadis? — Куди йдемо?. — К., 2017. 424 с.
11. Росія: ідентичність агресора. Монографія. –  К., 2016. 256 с.
12. Россия: беспутье агрессора. — К., 2016. 432 с.
13. «Риболовля на блешню» по-російськи. — К., 2015. 63 с.
14. «Путінізм»: шовінізм пострадянського реваншу. — К., 2015. 119 с.
15. Украина — не Россия: испытание Майданом. — К., 2014. 91 с.
16. Україна і Росія: проблеми національного самовизначення (Історіософський аналіз поточного моменту). - К., 1993. 190 с.
17. Интернационализация общественной жизни и буржуазная советология. — К., 1989. 208 с.

Монографії у співавторстві
1. Війни історичної пам'яті: «Never more» чи «Если надо — повторим» (начерки історичної політики Росії) — К., 2021. 343 с.
2. Каїну дай розкаяння. — К., 2019.  94 с.
3. Россия: беспутье. — К., 2016. 134 с.
4. Україна: ідентичність у добу глобалізації (начерки метадисциплінарного дослідження). 2-ге видання, доповнене. — К., 2013. 471 с.
5. Україна: проблеми самоорганізації. Т.1. — Критика історичного досвіду. — К., 2003.  384 с.
6. Україна: проблеми самоорганізації. Т. 2. — Десятиліття суспільної трансформації. — К., 2003. 470 с.
7. Україна: шлях до себе. Проблеми суспільної трансформації. — К., 1998. 446 с.
8. Україна в контексті ґлобалізму. — К., 1998.  60 с.
9. Україна: альтернативи поступу (Критика історичного досвіду). — К., 1996. 784 с.
10. Україна: на межі цивілізацій (історико-політологічні розвідки). — К., 1995. 156 с.
11. Україна: проблеми самоорганізації (начерки новітньої доби). — К., 1995. 104 с.

Розділи у вітчизняних колективних монографіях
1. Україна на марші. Почесні імена України — еліти держави. — К., 2017. — Том 4.  С. 10-47.
2. Україна в контексті світ-системного аналізу. Україна в Європі: контекст міжнародних відносин.– К., 2011. С. 492—518 (у співавторстві).
3. Україна: «переформатування» історичної пам'яті.Вища освіта України як фактор цивілізаційного визначення молоді. — К., 2010. С. 45-91.
4. Філософія історичного дискурсу.  Модернізація вищої освіти в Україні і світі: десять років наукового пошуку: колективна монографія; за заг. ред. В. П. Андрущенка, В. І. Лугового, М. Ф. Степка. — Х., 2009. С. 31-45.
5. Солідаризм: європейський досвід суспільної консолідації для України. Україна в Європі: пошуки спільного майбутнього; за редакцією доктора історичних наук, професора А. І. Кудряченка. — К., 2009. — С. 477—496.
6. Концепції радянського тоталітаризму: порівняльний аналіз. Україна XX ст. національного відродження.– К., 1993 (у співавторстві).

Публікації в зарубіжних колективних монографіях
1. Vasyl’ M. Tkachenko. The inseparable heritage of early medieval Rus’. On the celebration of the 1,150thanniversary of the origin of Russian statehood. The Dawning of Christianity in Poland and across Central and Eastern Europe. History and the Politics of Memory.– Berlin,2020. P.279-304.
2. Ткаченко В. Н. Феномен «внутренней колонизации» в украинско-российских отношениях (исторический аспект). Россия — Украина: пересмотр или воспроизводство парадигм?– Ростов-на-Дону, 2016. С.307-328.
3. Ткаченко В. Н. Общность исторической судьбы: испытание Майданом .  Россия — Украина: пересмотр или воспроизводство парадигм?– Ростов-на-Дону, 2016. С.385-406.
4. Ткаченко В. Н. Общность исторической судьбы: распалась связь времен?  Россия — Украина: пересмотр или воспроизводство парадигм?– Ростов-на-Дону, 2016. С.407-438.
5. Ткаченко В. Н. Сон Пилата: синдром «жертвы и палача» в контексте «гибридной войны».  Россия — Украина: пересмотр или воспроизводство парадигм? Ростов-на-Дону, 2016. С.448-468.